# Лебедева, Елена Владимировна
Еле́на Влади́мировна Ле́бедева (род. 10 января 1967, Деденёво, Московская область) — советская и российская балерина. Солистка балета Нижегородского театра драмы имени М. Горького. Заслуженная артистка Российской Федерации (1993). Вдова балетного танцовщика Сергея Цветкова.

## Биография
Елена Владимировна Лебедева родилась 10 января 1967 года в посёлке Деденево Дмитровского района Московской области.
В 1985 году окончила Пермское хореографское училище (педагоги Л. Г. Уланова и К. Есаулова), с того же года стала работать в Горьковском театре (ныне Нижегородский театр драмы имени М. Горького).
Первой партией Елены стала Маша («Метель», 1986, балетмейстер — А. Г. Бадрак). Другие партии включают в себя Катерину («Каменный цветок»), Жизель и Мирту («Жизель», 26 марта 2001), Зарему, Одетту-Одиллию, Эгину, Китри; Фею («Золушка»), Маша («Дубровский»), Лиза; Маша («Щелкунчик»), Джульетта; Параша («Медный всадник»). В 1990 году Елена Лебедева окончила балетмейстерский факультет ГИТИСа (педагогом была Р. С. Стручкова).
В 1990 году стала лауреатом Всероссийского конкурса артистов балета «Арабеск-90», проходившего в Перми.
В 1993 году Елене Владимировне Лебедевой было присвоено звание Заслуженного артиста Российской Федерации.

## Оценка
Критики писали о Елене Владимировне Лебедевой и её роли Маши в «Метели» следующее: «Зарема молодой танцовшицы Елены Лебедевой буквально потрясла. Балерина наделила свою героиню таким душевным темпераментом, наполнила танец таким самозабвением, что все его незамысловатые "па" словно обрушили на зрителя шквал чувств».
В журнале «Балет» дуэт в лице Елены Лебедевой и Сергея Цветкова отмечался как «одна из лучших лирико-романтических пар последнего десятилетия на балетной сцене» России.